# Gustavinho
Gustavo Ribeiro Neves dit Gustavinho, aussi appelé Gustavo Neves, né le 23 avril 2004 à Goiânia au Brésil, est un footballeur brésilien qui joue au poste de milieu central au RB Bragantino.

## Biographie

### En club
Né à Goiânia au Brésil, Gustavinho est formé par le club local du Goiás EC, puis il rejoint le RB Bragantino en 2021 et y poursuit sa formation.
Gustavinho joue son premier match en professionnel le 18 janvier 2023, lors d'une rencontre de Campeonato Paulista face à São Bernardo FC. Il entre en jeu à la place de Sorriso et le match se solde par un match nul de un partout,. C'est dans cette même compétition qu'il inscrit son premier but en professionnel, le 5 mars 2023 face à l'EC São Bento. Titulaire, il participe à la victoire de son équipe par trois buts à zéro,. Il joue son premier match de première division brésilienne le 22 avril 2023, lors d'une rencontre de contre le Cuiabá EC. Il est titularisé et les deux équipes se neutralisent (1-1 score final).
Le 3 mars 2023, il prolonge son contrat avec le RB Bragantino jusqu'en décembre 2027.
Gustavinho joue son premier match en Copa Sudamericana le 7 avril 2023, face au club paraguayen du Tacuary FC. Entré en jeu, il participe à la victoire de son équipe en marquant également son premier but dans la compétition.